# Plantago maritima

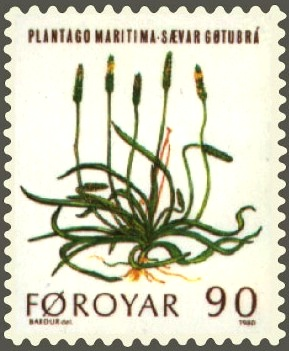
en sello postal de las Islas Feroe.

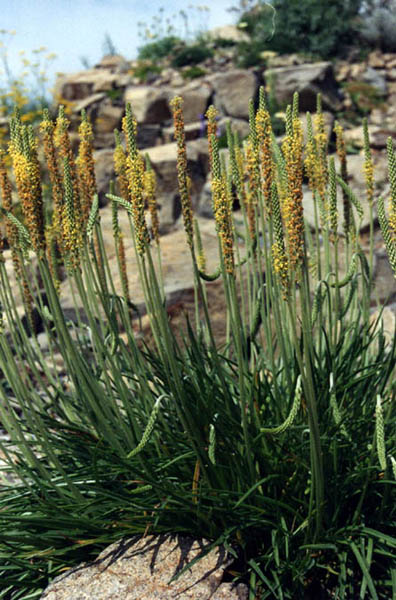
Vista de la planta

El llantén marítimo (Plantago maritima) es una especie de la familia  Plantaginaceae. Con una distribución cosmopolita se encuentra en las regiones árticas y templadas, nativo de gran parte de Europa, norte de África, norte y centro de Asia, Norteamérica y Sudamérica.

## Características
Es una planta herbácea perenne con una densa roseta basal de donde salen las hojas. Estas son de 2-22 cm de longitud y 1 cm de ancho con textura delgada y carnosa, con márgenes dentados. Tienen de 3 a 5 nervaciones. Las flores son pequeñas, de color verdoso-castaño que se agrupan en densas espigas de  0,5-10 cm longitud en la cima del tallo 3-20 cm de altura.
Hay cuatro subespecies:
- Plantago maritima subsp. maritima. Europa, Asia, norte de África.
- Plantago maritima subsp. borealis (Lange) A. Blytt and O. Dahl. Ártico.
- Plantago maritima subsp. juncoides (Lam.) Hultén. América del Sur, América del Norte.
- Plantago maritima subsp. serpentina (All.) Arcang. Europa Central.

Usualmente es una planta costera, creciendo en suelos arenosos. En algunas áreas también terrenos alpinos en los torrentes de montaña.

## Taxonomía
Plantago maritima fue descrita por Carlos Linneo y publicado en Species Plantarum 1: 114–115. 1753.
Etimología
Plantago: nombre genérico que deriva de  plantago = muy principalmente, nombre de varias especies del género Plantago L. (Plantaginaceae) –relacionado con la palabra latina planta, -ae f. = "planta del pie"; por la forma de las hojas, según dicen–. Así, Ambrosini (1666) nos cuenta: “Es llamada Plantago por los autores latinos, vocablo que toman de la planta del pie (a causa de la anchura de sus hojas, las que recuerdan la planta del pie; y asimismo porque las hojas tienen líneas como hechas con arado, semejantes a las que vemos en la planta del pie)”
maritima: epíteto latíno que significa "cercana del mar".
Citología
Números cromosomáticos de Plantago maritima (Fam. Plantaginaceae) y táxones infraespecíficos: 2n=24
Sinonimia
- Plantago salsa Pall.
- Plantago schrenkii K.Koch
- Plantago krascheninnikowii Ye.V.Serg.
- Plantago juncoides Lam.

## Nombre vernáculo
- Castellano: llantén, llantén de mar (2), saladillo.[9]